# Andriej Zamkowoj
Andriej Zamkowoj (ur. 4 lipca 1987 w Svobodnym) – rosyjski bokser wagi półśredniej, brązowy medalista olimpijski z Londynu i Tokio, wicemistrz świata z 2009 roku.
W 2012 roku podczas Letnich Igrzysk Olimpijskich zdobył w wadze półśredniej brązowy medal. W 1/16 pokonał Chińczyka Maimaititu'ersun Qionga, w 1/8 wygrał z Irlandczykiem Adamem Nolan, a w ćwierćfinale pokonał Amerykanina Errola Spence. Zamkowoj dopiero w półfinale przegrał z Kazachem Serykiem Säpijew. Wraz z Ukraińcem Tarasem Szełestiuk zdobył brąz, ponieważ walka o 3. miejsce się nie odbyła.
Jako reprezentant Rosyjskiego Komitetu Olimpijskiego, uczestniczył w letnich igrzyskach olimpijskich w Tokio, na których wywalczył brązowy medal po przegraniu wynikiem 0:5 półfinałowego pojedynku z Kubańczykiem Ronielem Iglesiasem.